# 前空駅

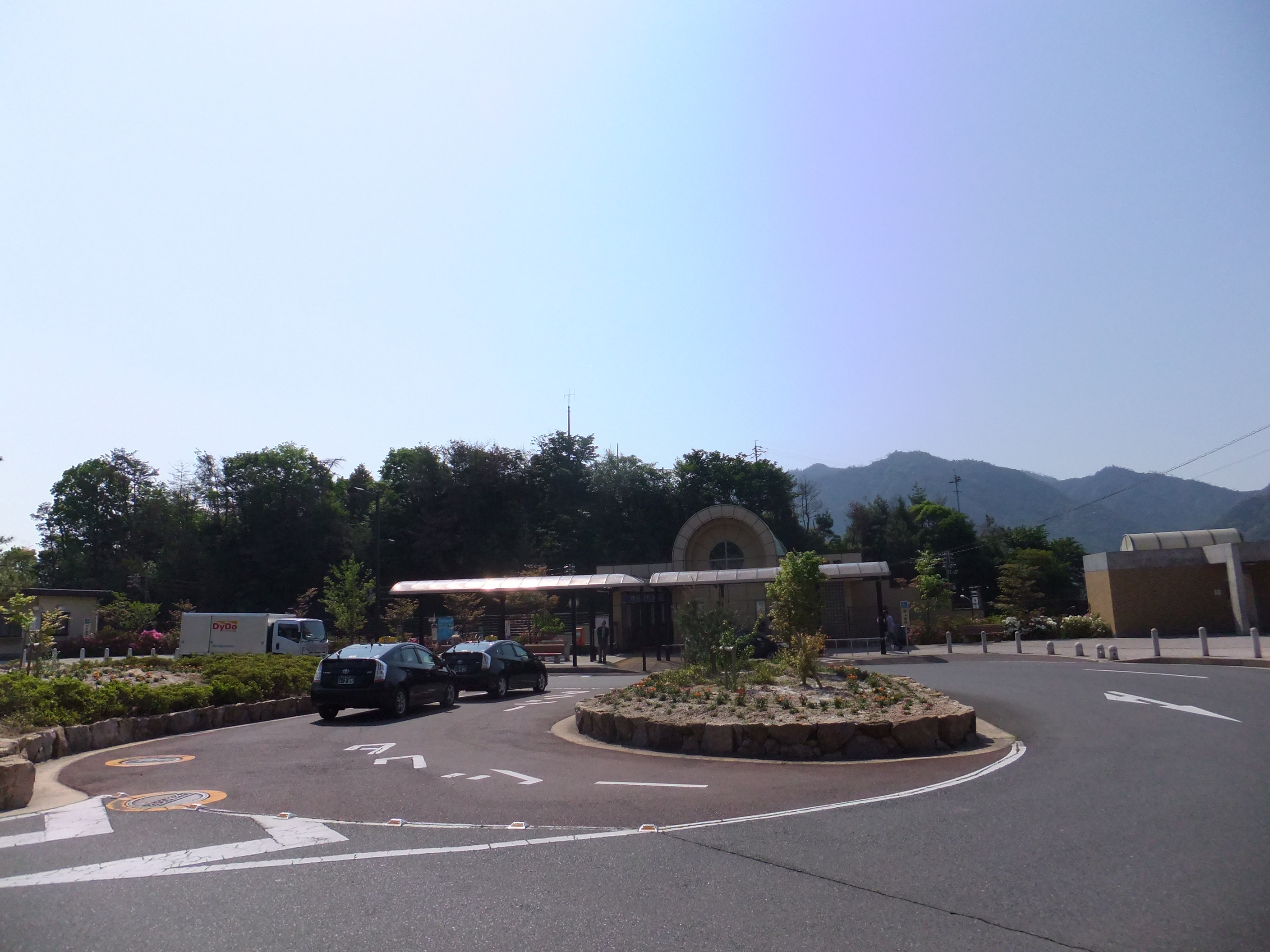
北口（2012年5月）

前空駅（まえぞらえき）は、広島県廿日市市前空五丁目にある、西日本旅客鉄道（JR西日本）山陽本線の駅である。駅番号はJR-R11。

## 歴史
- 1961年（昭和36年）
  - 8月21日：現在の前空駅から100m広島寄りの場所に国鉄の賀撫津信号場（がむつしんごうじょう）として新設[3]。
  - 12月：賀撫津信号場廃止[3]。
- 2000年（平成12年）3月11日：西日本旅客鉄道（JR西日本）山陽本線宮島口駅 - 大野浦駅間に前空駅として新設[1]。
- 2007年（平成19年）
  - 6月17日：ICOCA対応簡易自動改札機設置。
  - 9月1日：ICカード「ICOCA」が利用可能となる。
- 2023年（令和5年）11月30日：みどりの窓口営業終了[4]。
- 2024年（令和6年）9月1日：当駅での駅員の常駐を廃止し、インターホンでの遠隔対応に変更[5]。

## 駅構造
相対式ホーム2面2線を有する地上駅。橋上駅舎を備える。分岐器や絶対信号機を有さないため、停留所に分類される。
駅員は周辺駅を含めて巡回を行うため当駅には常駐せず、改札口付近に設置されているインターホンにて対応を行う。また、簡易自動改札機が設置されており、ICOCAの利用が可能である。

### のりば
| のりば | 路線     | 方向 | 行先                 |
| ------ | -------- | ---- | -------------------- |
| 1      | 山陽本線 | 上り | 広島・瀬野・三原方面 |
| 2      | 山陽本線 | 下り | 岩国・徳山方面       |

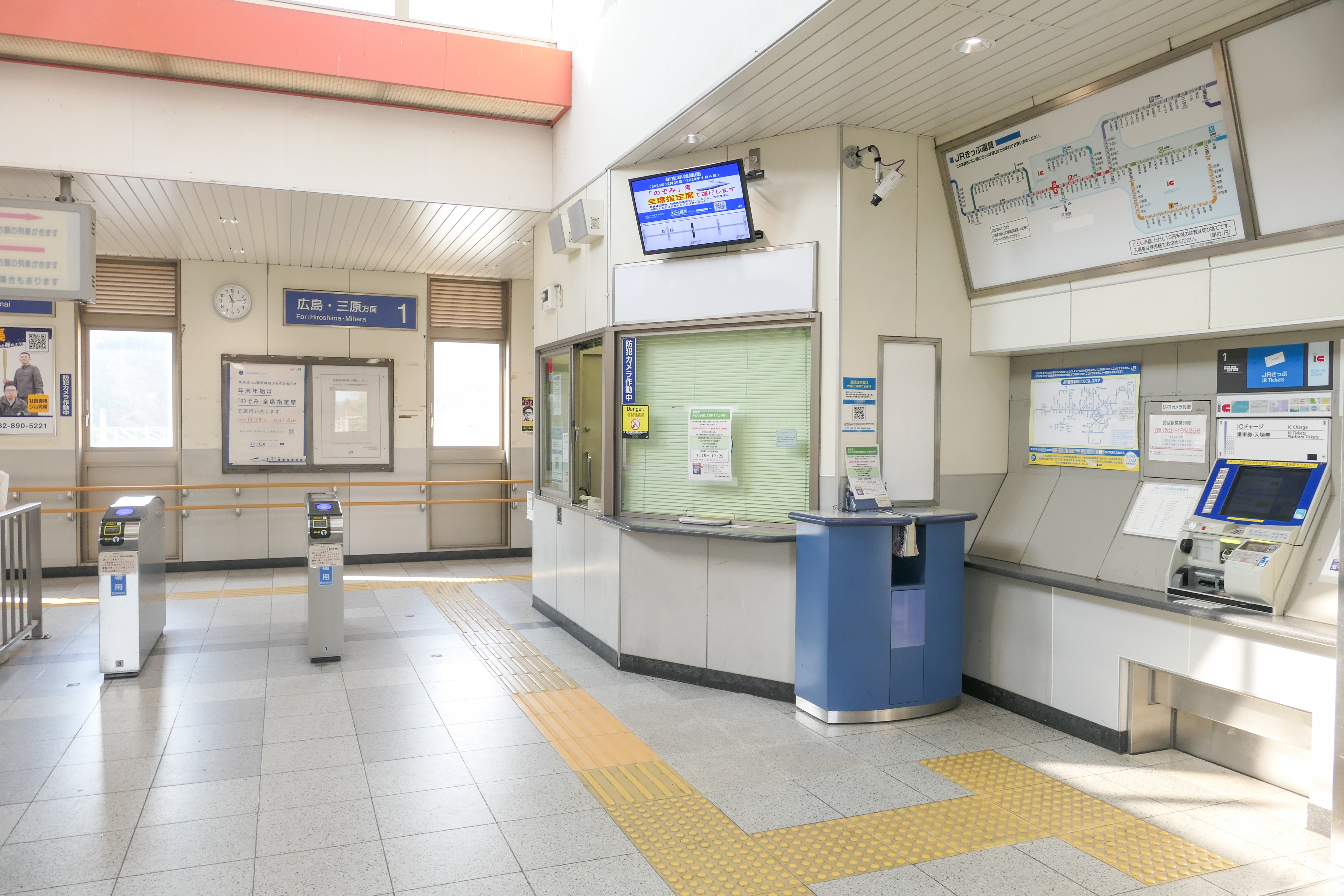
改札口（2023年12月）

## 利用状況
「廿日市市統計書」によると、近年の1日平均乗車人員の推移は以下の通り。
| 年度                | 1日平均 乗車人員 |
| ------------------- | ---------------- |
| 2000年（平成12年）  | 1,282            |
| 2001年（平成13年）  | 1,537            |
| 2002年（平成14年）  | 1,684            |
| 2003年（平成15年）  | 1,753            |
| 2004年（平成16年）  | 1,837            |
| 2005年（平成17年）  | 1,915            |
| 2006年（平成18年）  | 1,903            |
| 2007年（平成19年）  | 1,933            |
| 2008年（平成20年）  | 1,956            |
| 2009年（平成21年）  | 1,957            |
| 2010年（平成22年）  | 1,941            |
| 2011年（平成23年）  | 1,975            |
| 2012年（平成24年）  | 1,971            |
| 2013年（平成25年）  | 2,032            |
| 2014年（平成26年）  | 1,964            |
| 2015年（平成27年）  | 2,037            |
| 2016年（平成28年）  | 2,072            |
| 2017年（平成29年）  | 2,096            |
| 2018年（平成30年）  | 2,150            |
| 2019年（令和 元年） | 2,102            |
| 2020年（令和02年）  | 1,819            |
| 2021年（令和03年）  | 1,719            |
| 2022年（令和04年）  | 1,759            |
| 2023年（令和05年）  | 1,764            |

## 駅周辺
駅北口に駅の名称の由来でもある、前空団地がある。また、北口にはタクシー乗り場とバス乗り場がある。北西方向へ徒歩15分程度行くと広島県立宮島工業高等学校がある。
- 国道2号
- 広島生活習慣病・がん健診センター大野（旧・中国電力 大野研修所別館）
- ちゅーピーアスレチックSOLAE[7]

## 隣の駅
西日本旅客鉄道（JR西日本）
 山陽本線
■快速「シティライナー」・■快速「通勤ライナー」
通過
■普通（呉線内で快速となる列車含む）
宮島口駅 (JR-R10) - 前空駅 (JR-R11) - 大野浦駅 (JR-R12)